# ギュンター・シュペヒト
ギュンター・シュペヒト（ドイツ語: Günther Specht, 1914年11月13日 - 1945年1月1日）は、ドイツの軍人。第二次世界大戦期のドイツ空軍におけるエース・パイロットとしてその名を知られる。
シュペヒトは、1939年初めに爆撃駆逐機（ドイツ語: Zerstörer）飛行隊の第26駆逐航空団（ZG 26）に配属された。この部隊は当初メッサーシュミット Bf 109を装備していたが後にメッサーシュミット Bf 110に改編された。1939年にシュペヒトは英空軍（RAF）の尾部銃手の攻撃で負傷し片目を失ったが、実戦部隊に復帰し戦争中に6度撃墜された。
1939年に負傷から回復するとシュペヒトは実戦部隊に復帰したが、フランスで再度撃墜され重傷を負った。この負傷により以後2年間を地上勤務に回されたが、1942年に第1戦闘航空団「エーザウ」で実戦任務へ復帰した。後に第11戦闘航空団/第II飛行隊（II./JG 11）の飛行隊長に任命され、少佐に昇進した。その後JG 11の戦闘航空団司令に任命され、ボーデンプラッテ作戦の一環としてアシュとオプホーフェンの連合国軍基地を攻撃中に行方不明となった。シュペヒトは中佐に死後昇進し、柏葉付騎士鉄十字勲章に推薦された。
シュペヒトは戦争期間中で最良の戦闘機指揮官の一人と考えられていた。騎士鉄十字勲章を授与され、全機が西部戦線での戦果である34機の敵機を撃墜した。

## 人物像
シュペヒトは1914年11月13日にプロイセン王国のフランケンシュタイン（Frankenstein、現在のポーランド、ドルヌィ・シロンスク県ゾンプコビツェ・シロンスキエ）で生まれた。背は低かったが勢力あふれる人柄で、額の直ぐ上の髪の毛が灰色になっていることが特徴であった。シュペヒトは任務においては高い意識の完璧主義者であり、部下にも自身の高い基準についてくることを要求した。1939年遅くに左眼を失ったが、ハインツ・クノーケ（JG 11/第5飛行中隊長）によるとシュペヒトは鷹のような眼を持ち素晴らしい射撃手であった。シュペヒトは詳細な作戦報告書を作成していた。
シュペヒトの搭乗機に描かれていた個人エンブレムは自身がデザインしたシェブロンを鉛筆が貫通したもの（有翼鉛筆）で、負傷後には皮肉なコメントが入れられた。このマーキングはシュペヒトができれば操縦したいと望んでいた「空飛ぶ鉛筆」という異名を持つドルニエ Do 17を意匠化したものかもしれなかった。1944年4月の勲章授与後のJG 11時代に搭乗した単発機にはエンジン・カバーに緑色のスピナーと騎士十字が描かれた。
シュペヒトは、女性の存在が注意力を散漫にさせると考えて部隊の基地への立ち入りを許さなかった。クノーケによると、ある時シュペヒトの妻が夫に会いにII./JG 11の基地を訪問したがシュペヒトの命令により衛兵詰所に留め置かれ、衛兵からの電話の取次ぎを拒否した。その代わりにクノーケに、戦争が終わったら2人だけの時間を持つつもりであるから「個人的な予定は遠慮するように。」という妻への伝言を頼んだ。しかし、シュペヒトは戦争を生き延びることができず、ヨーロッパ終戦の5カ月前に戦死した。

### 編隊長の資質
II./JG 11の指揮官になるとシュペヒトは参加する全ての作戦で部隊を率い、作戦終了後にその詳細と分析を記した報告書を作成した。間もなくシュペヒトは最も信頼のおける編隊長の一人であるという評判を得て、II./JG 11は本土防衛において最良の戦闘機部隊の一つと評されるようになった。
1943年8月17日にシュペヒトは飛行隊を率いてギルゼ・エ・レイエンから迎撃に上がり、アントウェルペン近郊で第381爆撃団のボーイング B-17を発見した。オイペンで護衛戦闘機が引き返すまでの30分間攻撃を控え、続く半時間で爆撃隊の60%が撃墜された。シュペヒト自身はこの戦闘で2機を撃墜し、16と17機目の戦果を記録した。
1944年9月11日にシュペヒトとJG 11/本部飛行小隊（ドイツ語: Stabsschwarm）は、第4戦闘航空団/第II飛行隊（II./JG 4 Sturm）とIII./JG 4の混成飛行隊を率いていた。シュペヒトの手腕により飛行隊は"Bloody 100th"所属の34機のB-17に対向する位置につき、護衛のノースアメリカン P-51戦闘機が到着する前に15機のB-17が撃墜された。シュペヒトは1機のP-51を撃墜した。

## 軍歴

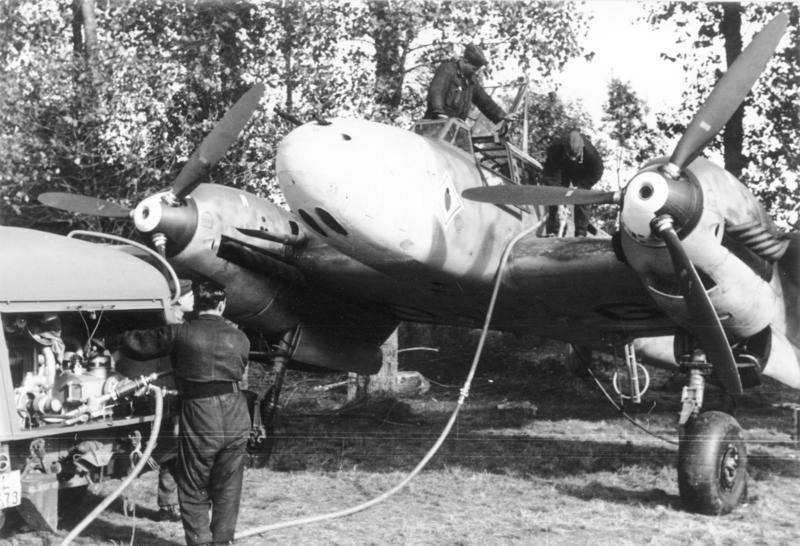
給油中の第26駆逐航空団のBf 110、1940年10月

### 重戦闘機
1939年8月末のまやかし戦争初期に中尉であったシュペヒトは第26駆逐航空団（ZG 26）の第3飛行隊に配属されていた。1939年9月29日にRAF第144飛行隊の11機のハンドレページ ハンプデン中型爆撃機がドイツ湾のヘルゴラント島近くに武装偵察を実施した。強力な6機の1編隊は2隻の駆逐艦を攻撃したが失敗に終わり、J・C・カニンガム少佐が率いる5機の爆撃機はシュペヒトの部隊に迎撃された。5機全てが撃墜され、シュペヒトは最初の2機の戦果を記録した。
1939年12月3日にマーハムとミルデンホールの基地から出撃したRAFの24機のビッカース ウェリントン爆撃機がヘルゴラント島を攻撃した。I./ZG 26はその他のBf 109の部隊と共に迎撃に上がった。シュペヒトは北海上空で1機の爆撃機に攻撃をかけたが、ウェリントン機の尾部銃手の反撃を受け顔面に重傷負い、機体を海上に不時着水させた。この怪我が元で左眼の視力を失ったが、この障害にもかかわらず実戦任務に復帰した。結果的にシュペヒトは戦争中に6度撃墜されることになった。1940年5月23日にシュペヒトはRAFの3機のスーパーマリン スピットファイア機を撃墜したが、後部銃手/無線士と共に負傷し、被弾した機体をカレー (フランス)とブローニュ＝シュル＝メールの近郊に不時着させた。シュペヒトの怪我はほぼ2年間実戦任務から遠ざかるほど重傷であった。
怪我から回復するとシュペヒトはI./ZG 26の本部将校（ドイツ語: Gruppenadjutant）に復帰した。当時の乗機はU8+BBの飛行団識別子（ドイツ語: Gruppenkennung）と、シュペヒト自身がデザインした翼をもつ鉛筆の本部飛行隊（ドイツ語: Gruppenstab）のマーキングをつけていた。
1941年10月31日にシュペヒトは第1夜間戦闘航空団（NJG 1）の訓練飛行隊（ドイツ語: Ergänzungsgruppe）の飛行隊長に任命され、インゴルシュタット＝マンヒンクでパイロットの夜間戦闘機への転換を指導した。後の夜間戦闘機エースパイロットパウル・ツォルナーも教え子の一人であった。シュペヒトが双発機を操縦したのはここでの飛行が最後であった。

### 単発戦闘機

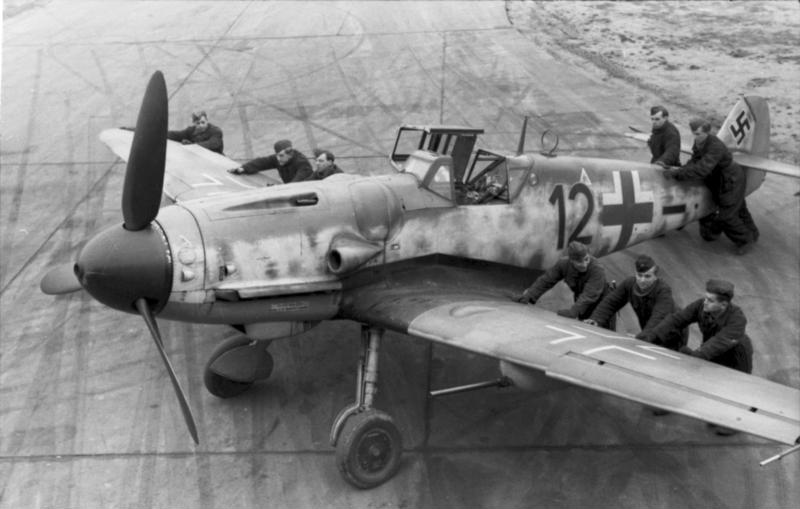
シュペヒトが搭乗したのと類似のBf 109-G「グスタフ」

1年後に訓練飛行団が夜間戦闘機学校（第1夜間戦闘学校/第III飛行隊）に再編されるとシュペヒトはメンヒェングラートバッハに駐留（1943年2月にディーレンへ移動）し、フォッケウルフ Fw190を装備する実戦部隊の第1戦闘航空団/第10飛行中隊（10./JG 1）に転属した。1943年2月26日にシュペヒトは初のアメリカ陸軍航空軍（USAAF）機であるB-17を撃墜した。
5月14日にシュペヒト大尉は第11戦闘航空団（JG 11）に転属し、II./JG 11の飛行隊長（ドイツ語: Gruppenkommandeur）になった。JG 11は北ドイツ平野上空を担当する新設の昼間戦闘機部隊であり、II./JG 11はBf 109-G「グスタフ」を装備していた。
JG 11に配属されるとシュペヒトは着実に重爆撃機の撃墜記録をのばし、1943年6月25日のJG 11での5機目の戦果により合計撃墜数は12機となった。シュペヒトは、１カ月後のハンブルクにあるブローム・ウント・フォス社のUボート・ブンカーとハノーファーにあるコンチネンタル社の合成ゴム工場、ノルトハーフェン（Nordhafen）を目標にしたブリッツ・ウィーク（電光週間）と呼ばれる爆撃の最中にも１機を撃墜した。
1943年10月4日にシュペヒトが率いるII./JG 11、III./JG 11と「ヘルゴラント戦闘中隊」（Jasta Heligoland）は、23機編隊中4機のコンソリーデッド B-24 リベレーターを撃墜し、その中の1機はシュペヒトの戦果であった。その当時の比較的弱体なBf 109の防弾装備によりシュペヒトは段々と危険な目にあうようになってきていた。1943年末の時点でシュペヒトの戦果は14機の重爆撃機を含む24機となり、シュペヒトは「重爆殺し」の専門家の一人となっていた。シュペヒトは1943年に17機を撃墜したII./JG 11内でも最多の戦果を挙げていた。
1944年2月11日にII./JG 11はフランクフルトへの攻撃から帰還する敵護衛戦闘機と交戦し、シュペヒトは第354戦闘団のリチャード・マクドナルド（Richard McDonald）少尉を撃墜した。マクドナルド少尉のノースアメリカン P-51「プレーン・ジェーン」（Plane Jane）はオーベラルベン近郊に墜落した。9日後にシュペヒトは、乗機のBf 109Gの機械的不具合によりエーア島に不時着した。3月15日にII./JG 11は6名の戦死者、2名の戦傷者と8機の損耗を出し、シュペヒトは6週間の作戦不能状態を宣言してその期間に休息と戦力の補充を行った。
1944年4月8日にシュペヒト少佐は西部戦線での31機の戦果で騎士鉄十字勲章を授与された。II./JG 11がまだエッシュボルンで戦力回復中にシュペヒト少佐は航空団本部（ドイツ語: geschwaderstab）へ訓練担当指揮官として配置換えとなり、第52戦闘航空団（JG 52）から転属してきたギュンター・ラル少佐が後任となった。1944年5月15日にシュペヒト少佐は負傷したヘルマン・グラーフの後を引き継いでJG 11の戦闘航空団司令（ドイツ語: Geschwaderkommodore）に任命された。7月にシュペヒトは再度不時着し頭部に負傷したが、傷の痛みにもかかわらず戦闘任務を続行した。
オランダへの連合国軍の空挺攻撃であるマーケット・ガーデン作戦中にJG 11は、シュペヒトの2機を含む22機を9月22日に撃墜した。4日後、シュペヒトはデーフェンテル近郊でRAFの2機のホーカー タイフーン機を撃墜した。

### ボーデンプラッテ作戦
1945年の元日にドイツ空軍は陸軍の攻勢の支援を受けてフランス、ベルギー、オランダ内の連合国軍の飛行場へ低空から攻撃をかけるボーデンプラッテ作戦を発動した。JG 11の攻撃目標には、USAAFのアシュ（コードネーム：Y–29）とアシュの北のオプホーフェンにあるRAFの飛行場を割り当てられた。アシュには第366戦闘団（366th FG、第9航空軍）と第352戦闘団（352 FG、第8航空軍）が駐留し、オプホーフェンには英第41、英第130、第350（ベルギー）とen:2nd Tactical Wingの英第610飛行隊が駐留していた。
この作戦でシュペヒトは飛行服の代わりに勲章を付けた正装の制服を着用していた。JG 11はダルムシュタット＝グリースハイム、ツェルハウゼン（Zellhausen）とグロス＝オストハイムに駐留していた。この作戦にはI./JG 11、III./JG 11（Fw 190 A–9）とII./JG 11（Bf 109G）の65機が動員され、シュペヒトはFw 190 A-9（Wk. Nr. 205033）「黒4」機に搭乗した。午前8時30分に離陸するとアシャッフェンブルク上空で先導のパスファインダーを務める2機のユンカース Ju 188と共に集結した。集結するとシュペヒトは全機に攻撃開始までは高度1,500フィート (460 m)まで上昇し、目標地域では400フィート (120 m)を飛行するように命じた。第390飛行隊、366th FGのリパブリック P-47の数機は既に離陸しており、第487飛行隊、352nd FGのP-51はまだ滑走路上にいた。攻撃側の編隊は対空砲火により分散され、何機かのドイツ機は撃墜された[a]。
P-47とP-51はJG 11を相手に大戦果を挙げ、JG 11は行方不明のシュペヒトとその他の幹部将校を含む約25名のパイロットを失った。

#### 死と混乱
シュペヒトの死を取り巻く状況には混乱が見られた。メルビン・ペイズリー（Melvin Paisley）少尉と僚機のデイブ・ジョンソン（Dave Johnson）准尉は366thのP-47に搭乗しており、ジョンソンは反撃を受け搭乗機が激しく破損する前に2機のドイツ機を撃墜した。脱出してアシュ近郊の平地に着地すると撃墜したBf 109が近くに胴体着陸したので、ジョンソンは借りたオートバイで検分しに行った。機体は完全な状態であったがパイロットは死亡していたのでジョンソンはパイロットの身分証明書と拳銃を基地に持ち帰った。身分証明書によるとそのパイロットは中佐（ドイツ語: Oberstleutnant）の階級であったが、実際それはアウグスト・エンゲル（August Engel）中佐のものであった。
ドイツ側の記録でシュペヒトが搭乗していたのはBf 109ではなくFw 190であったことが確認されるとジョンソンの主張は覆され、更に当時シュペヒトは少佐であったことを考慮するとジョンソンの戦果はエンゲル中佐であったことになる。シュペヒトは公式にはマーストリヒト上空で行方不明とされ、現在に至るまで発見されておらず、高射砲に撃墜された可能性もある。シュペヒトは中佐に死後昇進し騎士鉄十字勲章に柏葉の追加を推薦されたが、実現しなかった。
シュペヒトは17機の重爆撃機を含む34機の敵機を撃墜した。その全機が西部戦線での戦果であり、内15機は4発爆撃機であった[b]。

## 略歴

### 受勲
- 鉄十字章（1939年）
  - 2級
  - 1級
- 空軍名誉杯（1943年8月23日）：第11戦闘航空団／第II飛行隊長の大尉として[31]
- ドイツ十字章金章（1943年11月25日）：第11戦闘航空団／第II飛行隊に配属中に[32]
- 騎士鉄十字章（1944年4月8日）：第11戦闘航空団／第II飛行隊長の少佐として[33]

### 昇進履歴
| 1939年8月:     | 少尉 |
| 1940年5月23日: | 中尉 |
| 1943年5月:     | 大尉 |
| 1944年4月8日:  | 少佐 |
| 1945年1月1日:  | 中佐 |